# Arthur Eisenmenger
Pour les articles homonymes, voir Eisenmenger.
Arthur Eisenmenger, né le 20 octobre 1914 à Bâle et mort le 19 février 2002 à Eislingen/Fils, est l'ancien responsable du graphisme de la communauté européenne.
Parmi les créations qui lui sont attribuées, on peut citer le drapeau européen, la marque CE. Une polémique existe sur sa paternité du symbole de l'euro (€),.

La marque CE

le symbole de l'euro

Il a pris sa retraite en 1974.